# Chic Cars
Chic Cars Ltd war ein australischer Automobilhersteller, der von 1923 bis 1926 in Adelaide tätig war. Benannt wurde der Wagen nach seinem Konstrukteur, Clarence Chick.

## Modelle
Der 14/40 HP hatte einen Vierzylindermotor und einen Radstand von 2997 mm. Der größere und stärkere 18/48 HP mit einem Sechszylindermotor hatte 3251 mm Radstand. Viele Teile wurden aus England bezogen. Ein Globus mit Flügeln stellte das Markenzeichen dar.
Insgesamt entstanden über 40 Fahrzeuge. Nur wenige Autos haben bis heute überlebt. Zwei davon stehen im Australian National Motor Museum in Birdwood (South Australia) in den Adelaide Hills.